# Robert Forsythe
Robert E. Forsythe (* 1949 in Pittsburgh) ist ein US-amerikanischer Ökonom.

## Leben
Forsythe studierte an der Pennsylvania State University, an der er 1970 einen B.S. in quantitativer betriebswirtschaftlicher Analyse erlangte. Anschließend wechselte er an die Carnegie Mellon University. Dort absolvierte er M.S.-Abschlüsse in Statistik 1972 und Wirtschaftswissenschaften 1974. Zudem promovierte er 1975 an der Carnegie Mellon University zum Ph.D. in Wirtschaftswissenschaften. Von 1975 bis 1981 war er Assistenzprofessor für Betriebswirtschaftslehre und Management am California Institute of Technology.
1981 wechselte Forsythe an die University of Iowa, an der er von 1981 bis 1986 die Position eines Associate Professor bekleidete und ab 1986 bis 2006 die Position eines ordentlichen Wirtschaftsprofessors. In dieser Zeit hatte er von 1992 bis 2000 die Cedar Rapids-Professur für Betriebswirtschaftslehre und von 2000 bis 2006 den Leonard A. Hadley-Lehrstuhl für Führungsverhalten inne. Von 1993 bis 1995 war er zudem Präsident der Economic Science Association.
Seit 2006 ist Forsythe Professor für Finanzwissenschaften an der University of South Florida. Er war von 2006 bis 2012 Dekan des College of Business und von 2012 bis 2013 Fellow am U.S. Department of State im Bureau of the Comptroller and Global
Financial Services.

## Forschungsschwerpunkte
Forsythe beschäftigt sich mit globalen Finanzmärkten, Spiel- und Verhandlungstheorie. Außerdem ist er auf dem Gebiet der experimentellen Wirtschaftsforschung tätig.